# Henry William Banks Davis
Pour les articles homonymes, voir Davis.
Henry William Banks Davis né le 26 août 1833 à Finchley (Angleterre) et mort le 1er décembre 1914 à Radnorshire (pays de Galles), est un peintre paysagiste et animalieret sculpteur anglais.

## Biographie
Après ses études dans sa commune natale Henry William Banks Davis s'installe dans sa ville natale et suit les cours de l'Académie royale des arts. 
Il est élu membre associé de l'Académie royale des Arts en 1873 et membre titulaire le 18 juin 1877. 

## Œuvres
- Le troupeau égaré, 1865
- Labour de printemps, 1866
- Rosée du soir, 1870
- Lever de lune, 1871
- Un après-midi d'été, 1873

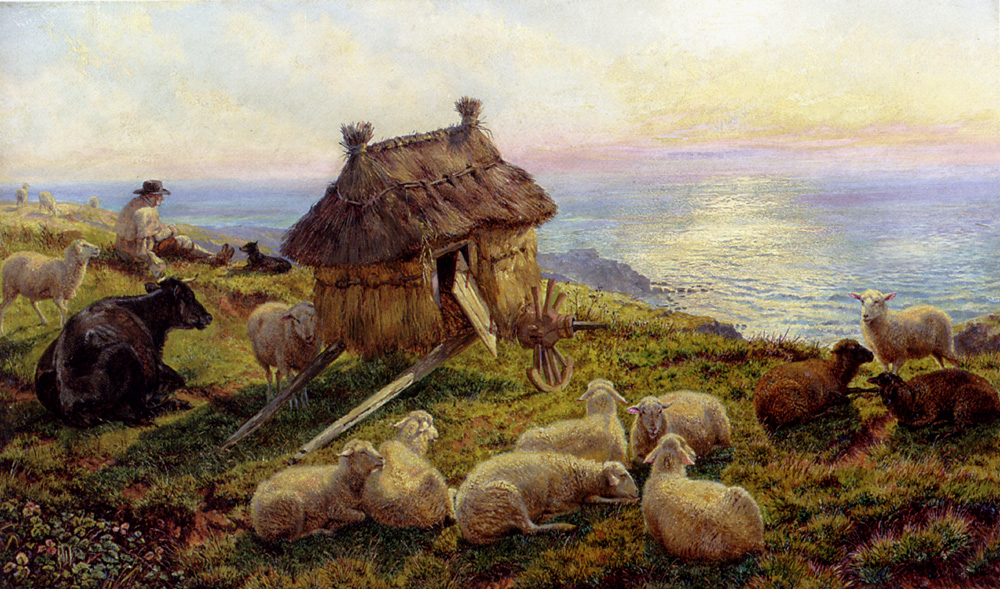
Sur les falaises, Picardie, 1869

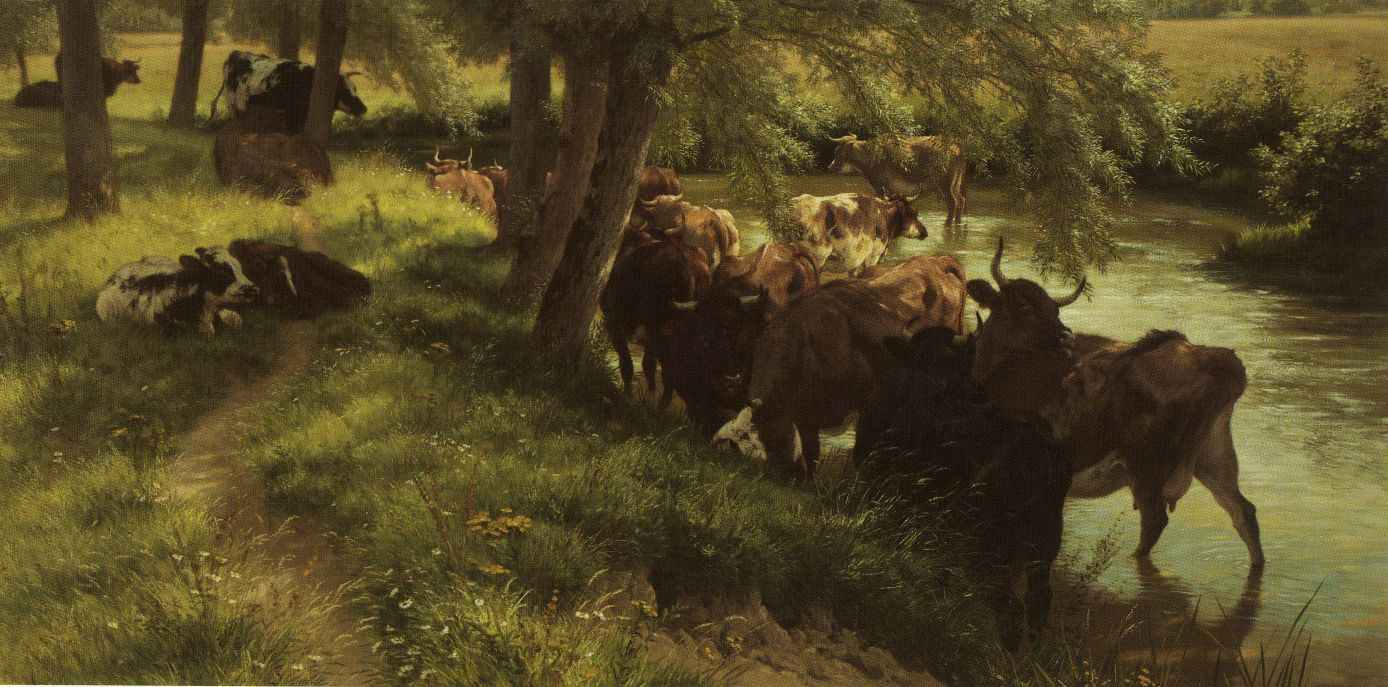
Un coin d'ombre en été, 1878

- Chemin bordé de haies, en France, 1874
- Jument et poulain, en Picardie, 1876
- Un troupeau en Picardie, 1879
- L'étoile du soir, 1881
- Sculpture : Taureau trottant, bronze, 1872